# Shinzō Abe
Shinzō Abe (安倍 晋三 Abe Shinzō?, Tokio, 21 de septiembre de 1954-Kashihara, 8 de julio de 2022) fue un político japonés, presidente del Partido Liberal Democrático (PLD) y primer ministro de Japón desde diciembre de 2012 hasta septiembre de 2020. Previamente ya había ocupado ese cargo de 2006 a 2007.
El 28 de agosto de 2020 anunció su dimisión por motivos de salud, y su sucesor fue escogido en una elección indirecta, el 14 de septiembre. En dicha elección fue elegido Yoshihide Suga como su sucesor y fue reemplazado el 16 de septiembre de 2020.
Desempeñó el cargo de secretario jefe del Gabinete de 2005 a 2006, y de primer ministro de 2006 a 2007. Es el primer ministro con más años de servicio en la historia de Japón.
Tras haber sido elegido por primera vez a la Cámara de Representantes en las elecciones de 1993, fue nombrado secretario jefe del Gabinete por Junichiro Koizumi en septiembre de 2005, antes de reemplazar a Koizumi como presidente del Partido Liberal Democrático en septiembre de 2006. Posteriormente fue confirmado como primer ministro de Japón en una sesión especial de la Dieta Nacional, convirtiéndose, a los cincuenta y dos años, en el primer ministro más joven de Japón después de la guerra, y el primero en haber nacido después de la Segunda Guerra Mundial. Renunció al cargo un año más tarde, alegando razones de salud, poco después de que su partido perdiera las elecciones de ese año para la Cámara de Consejeros. Fue reemplazado por Yasuo Fukuda, el primero de una serie de cinco primeros ministros que no pudieron mantener el cargo durante más de dieciséis meses.
Después de recuperarse de su enfermedad, protagonizó un regreso político inesperado, derrotando al exministro de Defensa Shigeru Ishiba en una votación para convertirse en presidente del PLD por segunda vez en septiembre de 2012. Tras la aplastante victoria del PLD en las elecciones generales de diciembre, se convirtió en el primer ex-primer ministro en regresar al cargo desde Shigeru Yoshida en 1948. Fue reelegido en condiciones similares en las elecciones de 2014 y 2017.
Fue un político conservador a quien los comentaristas políticos describían ampliamente como nacionalista. Fue miembro de Nippon Kaigi y tenía puntos de vista revisionistas sobre la historia japonesa, incluyendo negar el papel de la coerción del gobierno colonial japonés en el reclutamiento de mujeres de solaz durante la Segunda Guerra Mundial, una posición que ha creado tensión con la vecina Corea del Sur. Se le consideraba que mantenía una línea dura con respecto a Corea del Norte y abogaba por la revisión del artículo 9 de la constitución pacifista para permitir que Japón aumente sus Fuerzas de Autodefensa. Fue reconocido internacionalmente por las políticas económicas de su gobierno, apodado Abenomics, que perseguía la relajación monetaria, el estímulo fiscal y reformas estructurales.
El 8 de julio de 2022, Abe fue asesinado mientras pronunciaba un discurso de campaña en Nara, dos días antes de las elecciones a la cámara alta del 10 de julio. El sospechoso, que fue arrestado inmediatamente por la policía japonesa, confesó haber atacado al ex primer ministro debido a los supuestos vínculos de Abe con la Iglesia de la Unificación. Este fue el primer asesinato de un ex primer ministro japonés desde 1936.
Una figura polarizadora en la política japonesa, sus partidarios describieron a Abe como alguien que había trabajado para fortalecer la seguridad de Japón y su estatura internacional, mientras que sus oponentes describieron sus políticas nacionalistas y puntos de vista negacionistas sobre la historia como una amenaza al pacifismo japonés y perjudiciales para las relaciones con sus vecinos del este de Asia, incluidos China y Corea del Sur.

## Primeros años

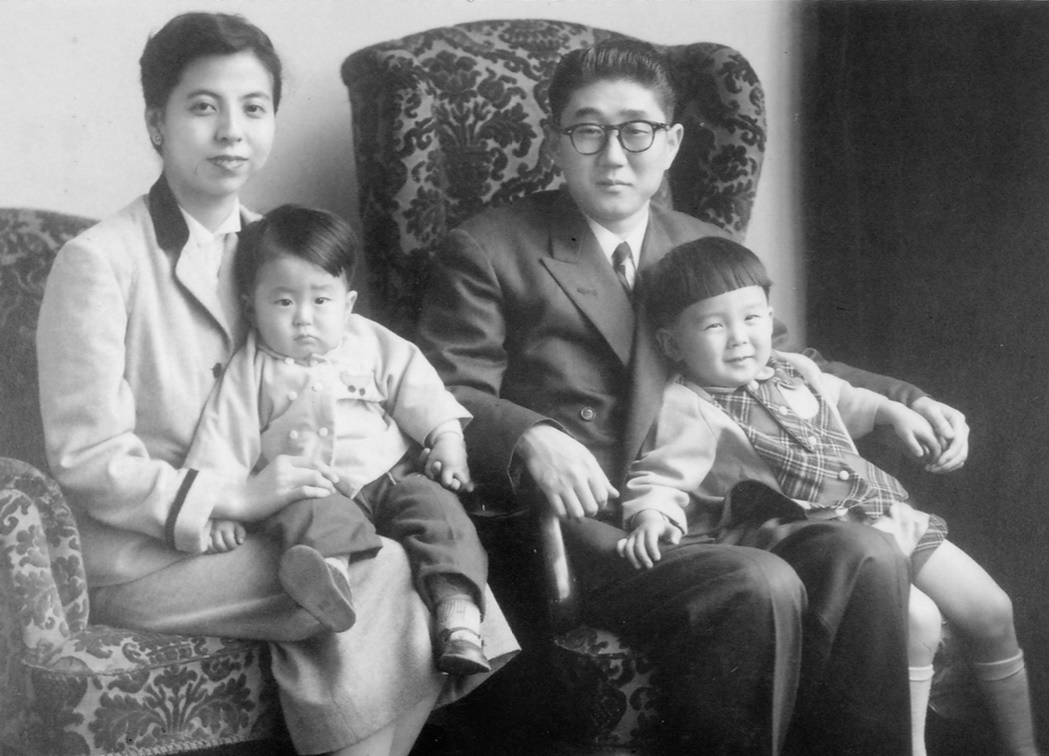
La familia Abe en 1956: su madre Yōko Abe, Shinzō Abe a la edad de dos años, su padre Shintarō Abe y su hermano mayor Hironobu

Nació en Tokio en el seno de una familia dedicada a la política. Tanto su abuelo, Kan Abe, como su padre, Shintarō Abe, fueron políticos. Su madre, Yōko Kishi, era la hija del primer ministro Nobusuke Kishi, que fue encarcelado y condenado por crímenes de guerra.
Estudió Ciencias Políticas en la Universidad de Sekei, graduándose en 1977. Más tarde se trasladó a Estados Unidos, donde estudió en la Universidad de California del Sur, aunque sin recibir ningún título. En abril de 1979 Abe comenzó a trabajar en Kobe Steel. Dejó la compañía en 1982 y buscó diferentes cargos gubernamentales para varios gobiernos locales: asistente ejecutivo del Ministro de Asuntos Exteriores, secretario personal del presidente del Consejo General del LDP, y secretario personal del secretario general del LDP.

## Carrera política

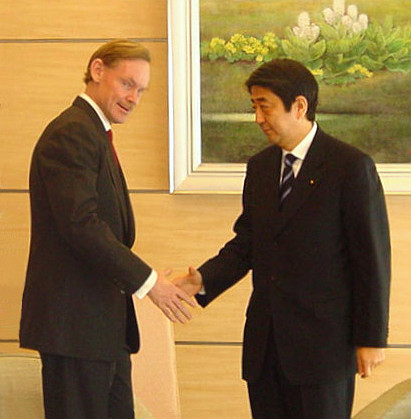
Shinzō Abe (a la derecha) se reúne con Robert Zoellick en enero de 2006.

Fue elegido como diputado de cámara baja del distrito electoral en la Prefectura de Yamaguchi en 1993 tras la muerte de su padre en 1991, ganando las elecciones con el mayor número de votos a favor en la historia de la prefectura. En 1999 fue director de la División de Asuntos Sociales, y secretario en jefe en los gobiernos de Yoshirō Mori y Jun'ichirō Koizumi entre 2000 y 2003, año en el que fue nombrado secretario general del Partido Liberal Democrático (PLD).
Fue el jefe negociador por parte del Gobierno japonés que apoyaba a las familias de los secuestrados en Corea del Norte, y acompañó a Koizumi en su visita a Kim Jong-il en 2002. Ganó popularidad a nivel nacional por la firme posición que adoptó cuando pidió que los secuestrados japoneses que visitaran Japón se quedaran allí, desafiando a Corea del Norte.
El 31 de octubre del 2005, fue escogido secretario en jefe del quinto Gabinete de Koizumi, reemplazando a Hiroyuki Hosoda. Abe se identificó con las políticas reformistas del primer ministro, en muchas ocasiones controvertidas, tendentes a revitalizar la economía japonesa.
Fue el líder de un equipo dentro del PLD para examinar «la excesiva educación sexual y la educación sin diferenciación de género». Entre los temas que el grupo propuso objeciones se encontraban los muñecos anatómicos y otro material curricular como el no tener en cuenta la edad del niño, las políticas de los colegios acerca de la prohibición de los tradicionales festivales de chicos y chicas, y la educación física mixta, constatando que toma posturas conservadoras respecto al tema.
El 20 de septiembre de 2006 fue elegido presidente del gobernante Partido Liberal Democrático. Los aspirantes para el cargo fueron Sadakazu Tanigaki y Tarō Asō. Yasuo Fukuda fue su contendiente al poder, pero finalmente no pudo ser elegido. El anterior primer ministro Yoshirō Mori, a cuya facción pertenecían tanto Abe como Fukuda, indicó vehementemente a su facción que apoyara a Abe.
El 26 de septiembre, fue elegido primer ministro con 339 de 475 votos a favor de la Dieta, la cámara baja y de una firme mayoría de la cámara alta. Al tiempo que se esperaba que continuase las reformas económicas comenzadas por su predecesor en el cargo, se esperaba también que mejorase las tensas relaciones con China. El 12 de septiembre de 2007, anunció que renunciaba al cargo de primer ministro por falta de confianza del pueblo japonés en su gestión. El 23 de septiembre de 2007, el Partido Liberal Democrático eligió como su presidente a Yasuo Fukuda, lo que lo convirtió en sucesor de Abe como primer ministro.
Tras ocho años como primer ministro, el 28 de agosto de 2020 anunció su dimisión por motivos de salud.

## Primer periodo como primer ministro (2006-2007)
Fue electo con cincuenta y dos años, lo que lo convirtió en el primer ministro más joven desde Fumimaro Konoe en 1941.

### Política nacional

#### Economía
Expresó que continuaría con las reformas fiscales comenzadas por su predecesor, Jun'ichirō Koizumi. Para ello avanzó en algunos pasos para equilibrar el presupuesto japonés, como designar un experto en políticas impositivas, Kōji Omi, como ministro de Finanzas. Omi había apoyado anteriormente un incremento en el impuesto sobre el consumo nacional, aunque Abe se distanció de esta política, y prefirió conseguir gran parte del equilibrio presupuestario a través de recortes de gastos.

#### Educación
Desde 1997, como jefe del Instituto de los Miembros Menores de la Asamblea que Piensan Acerca de Perspectiva de Japón y la Educación Histórica, apoyó la controvertida Sociedad Japonesa para la Reforma de los Libros de Texto de Historia y el Nuevo Libro de Texto de Historia. Negó el secuestro de mujeres confortables por parte de las tropas japonesas, apuntó que un texto de historia debe contribuir a formar una conciencia nacional, citando las quejas de Corea del Sur acerca de la reforma como interferencias en su política nacional.

#### Casa Imperial
Mantuvo posiciones conservadoras en la controversia por la sucesión imperial japonesa, y se opuso a enmendar la ley japonesa para permitir a la mujer ascender al Trono de Crisantemo como emperatriz.[cita requerida]

### Política externa

#### Corea del Norte
Tomó posiciones duras con respecto a Corea del Norte, especialmente en vista de los secuestros de japoneses por Corea del Norte.
En 2002 las negociaciones entre Japón y Corea del Norte, el primer ministro Koizumi y el secretario general Kim Jong-il aceptaron conceder a los secuestrados permiso para viajar a Japón. Unas semanas después de la visita, el gobierno japonés decidió que impediría a los secuestrados volver a Corea del Norte, donde vivían sus familias. Abe tomó crédito en la decisión en su superventas, Hacia una nación hermosa (美しい国へ Utsukushii kuni e?). Corea del Norte criticó esta decisión japonesa como una brecha en las promesas diplomáticas, y las negociaciones quedaron abortadas.
El 7 de julio de 2006, Corea del Norte realizó unos tests con misiles dirigidos sobre el Mar de Japón. En su cargo de secretario en jefe, cooperó con el ministro de Asuntos Exteriores Tarō Asō con el objetivo de establecer sanciones contra Corea del Norte en el Consejo de Seguridad de las Naciones Unidas.

#### China, Corea del Sur y Taiwán
Reconoció públicamente la necesidad de mejorar las relaciones con la República Popular China y, a través de su ministro de Exteriores Tarō Asō, establecer una reunión con el líder chino Hu Jintao. También comentó que las relaciones sino-japonesas no debían continuar basadas en emociones.
No obstante, hizo declaraciones controvertidas en Asia. En su libro Utsukushii Kuni E, afirmó que los criminales de guerra japoneses no lo eran bajo la ley japonesa.
El 4 de agosto del 2006 los medios japoneses informaron de que Shinzō Abe había visitado el Santuario Yasukuni (un santuario que honra a los combatientes de las guerras japonesas, incluyendo los criminales de guerra de la Segunda Guerra Mundial) en abril de aquel año. Él aclaró que la visita era de carácter personal y sin naturaleza oficial, tal y como el ex primer ministro Koizumi venía haciendo. Los gobiernos chino y surcoreano expresaron su malestar por la visita. Tanto Abe como el ministro de Exteriores Tarō Asō indicaron que las visitas a Yasukuni eran un asunto interno.
Por otra parte, fue un político respetado entre sus pares de Taiwán. Chen Shui-bian dio la bienvenida al gobierno de Abe. Parte de la buena relación de Abe con Taiwán era histórica: su abuelo Nobusuke Kishi fue protaiwanés, y su tío abuelo Eisaku Satō fue el último primer ministro en visitar Taiwán mientras estaba en el cargo.

#### Defensa
Fue un firme partidario de revisar la interpretación del artículo 9 de la Constitución de Japón para poder permitir de iure fuerzas militares. Llegó a afirmar que «estamos alcanzando el límite entre las diferencias entre la seguridad japonesa y la interpretación de nuestra constitución.»
En respuesta a la prueba de los misiles norcoreanos, apuntó en una conferencia de prensa que Japón tenía que explorar la habilidad de bombardear las bases de los atacantes, que fue intencionadamente retransmitido como la "teoría del primer golpe". Los gobiernos de Corea del Sur, de Corea del Norte y de China respectivamente lo acusaron como una representación de la agresiva política que mantenía Japón.
Al igual que sus predecesores, apoyó que Japón tuviese armamento militar, y por eso también, apoyaba la alianza de Japón con los Estados Unidos.[cita requerida]

## Segundo periodo como primer ministro (2012-2020)

### Gabinete
Su segundo gobierno (2012-2020) fue criticado por The Economist, por ser un gabinete de radicales nacionalistas.
| Secretario Jefe de Gabinete                                                 | Yoshihide Suga    |
| Interior                                                                    | Yoshitaka Shindō  |
| Justicia                                                                    | Sadakazu Tanigaki |
| Exteriores                                                                  | Tarō Kōno         |
| Finanzas Vice primer ministro Ministro de Estado para Servicios Financieros | Tarō Asō          |
| Educación                                                                   | Hakubun Shimomura |
| Salud                                                                       | Norihisa Tamura   |
| Agricultura                                                                 | Yoshimasa Hayashi |
| Economía                                                                    | Toshimitsu Motegi |
| Tierra                                                                      | Akihiro Ota       |
| Medio ambiente Manejo y Gestión de Crisis Nuclear                           | Hiroyuki Nagahama |
| Defensa                                                                     | Itsunori Onodera  |
| Seguridad Pública, Gestión de Desastres                                     | Keiji Furuya      |
| Política Económica y Fiscal                                                 | Akira Amari       |
| Reconstrucción y Desastres                                                  | Takumi Nemoto     |
| Reforma Administrativa                                                      | Ken'ichirō Sata   |
| Okinawa y Territorios del Norte                                             | Ichita Yamamoto   |
| Dismunición de la natalidad                                                 | Masako Mori       |
| Asesor sobre secuestros perpetrados por Corea del Norte                     | Keiji Furuya      |

## Pensamiento político
Fue miembro de la Facción Mori (formalmente, el Seiwa Seisaku Kenkyū-kai) del Partido Liberal Democrático. Esta facción está encabezada por el ex primer ministro Yoshirō Mori. Jun'ichirō Koizumi fue miembro de la facción Mori antes de dejarlo, tal y como mandan los estatutos del partido cuando se acepta un alto cargo. Desde 1986 hasta 1991, el padre de Abe, Shintarō, encabezó la misma facción. El Seiwa Seisaku Kenkyū-kai tiene sesenta miembros en la Cámara baja y veintiséis en la Cámara alta.

### Visión acerca de la historia
Fue asesor del influyente lobby nacionalista Nippon Kaigi. Desde 1997, como jefe del 'Instituto de los Miembros Menores de la Asamblea que Piensan Acerca de Perspectiva de Japón y la Educación Histórica', lideró la Sociedad Japonesa para la Reforma de los Libros de Texto de Historia. En su página oficial niega que las tropas japonesas usaran mujeres de confort durante la Guerra sino-japonesa o la Segunda Guerra Mundial, criticando el revisionismo coreano como una interferencia extranjera en los asuntos domésticos japoneses. En la sesión del 6 de octubre de 2006 en la Dieta, matizó su declaración acerca de las mujeres de confort, diciendo que aceptó un informe de 1993 de la entonces secretaria en jefe Yōhei Kōno, donde el gobierno japonés reconocía oficialmente el hecho. Posteriormente en la sesión, indicó su creencia de que los criminales de guerra de Clase A no eran criminales bajo la ley interna de Japón.
En una reunión del Comité Presupuestario de la cámara baja en febrero de 2006, dijo: «Hay un problema sobre cómo definir las guerras agresivas; no podemos decir que decidan académicamente», y «No es competencia del gobierno decidir cómo definir la última Guerra Mundial. Creo que tenemos que esperar la estimación de los historiadores.» Sin embargo, en un programa de televisión en julio de 2006 negó que Manchukuo fuera un gobierno títere.
Publicó un libro llamado Hacia una nación hermosa (美しい国へ Utsukushii Kuni E?) en julio de 2006, que se convirtió en un superventas en Japón. En este libro, afirmó que los criminales de guerra de Clase A (aquellos que cometieron crímenes contra la paz) que fueron adjudicados al Tribunal de Tokio después de la Segunda Guerra Mundial no fueron criminales bajo la óptica de la ley nacional.[cita requerida] Tanto el gobierno coreano como el chino, así como los académicos y comentaristas, expresaron su preocupación por las opiniones históricas de Abe.

### Respuesta a los medios de comunicación
En 2001, el periódico japonés Asahi Shimbun acusó de censura a Abe y a Shōichi Nakagawa en el programa emitido en NHK acerca de 'El Tribunal Internacional de Crímenes de Guerra de las Mujeres'. El tribunal fue un tribunal civil internacional para juzgar el caso de las «mujeres de consuelo», esclavas sexuales del ejército japonés; en total unas cinco mil mujeres, incluyendo las sesenta y cuatro bajas. Los jueces, especialistas reconocidos en derecho internacional, rindieron un juicio histórico en el que el emperador Hirohito fue considerado culpable y el gobierno japonés responsable. El programa de televisión, sin embargo, no mencionó el nombre completo del tribunal, ni palabras clave como «tropas japonesas» o «esclavitud sexual», además se cortó el punto de vista del tribunal, las afirmaciones de los organizadores, de los anfitriones y del juicio en sí. En vez de eso, presentó una crítica en contra del tribunal de la derecha política académica japonesa que repetían la frase de que «no hubo ningún secuestro de esclavas sexuales, ellas eran prostitutas».
El día posterior a la presentación del informe de Asahi Shimbun, Akira Nagai, el productor y responsable del programa, mantuvo una conferencia de prensa y reafirmó el informe de Asahi Shimbun. Abe indicó que el contenido debía ser emitido desde un punto de vista neutral y «esto que hago es no ceder a la presión política». Además dijo que «era terrorismo político por parte de Asahi Shimbun y que estaba tremendamente claro que tenía la intención de inhumarme políticamente a mí y al Señor Nakagawa, y también está claro que ha sido una completa fabricación».[cita requerida] También caracterizó al tribunal como un «tribunal de mofa» y presentó objeciones por la presencia de querellantes o procuradores de Corea del Norte expulsándolos por considerarlos agentes del gobierno norcoreano. Las acciones de Abe en el incidente de NHK fueron criticadas por ser a la vez ilegales (violando la Ley de Telecomunicación) e inconstitucionales (violando la Constitución de Japón).
En un programa informativo emitido por TBS el 21 de julio de 2006 se comentaba que las tropas imperiales japonesas tuvieron una secreta arma biológica llamada «Unidad 731», y la televisión colocó una imagen de Shinzō Abe, que no tenía relación alguna con el reportaje. Abe comentó en una conferencia de prensa que «Es un verdadero problema que quieran dañar mi vida política». El Ministro de Asuntos Internos y Comunicaciones preguntó acerca de la relevancia del hecho e indicó que había habido una omisión en la edición del programa de TV, haciendo que la dirección de la Administración fuera excepcionalmente rigurosa sobre la base de la Ley de Telecomunicación.

### Amistad con Donald Trump y la relación de Japón con Estados Unidos
Durante el gobierno de Donald Trump, Japón y Estados Unidos gozaron de una especial cercanía gracias a que el gobierno tuvo una ideología similar en su país y ambos líderes formaron una estrecha amistad. Dentro de las principales preocupaciones del país nipón estuvo las pruebas de armas nucleares por parte de Corea del Norte sobrevolando el archipiélago y alcanzando su mar territorial por lo que el primer ministro japonés pidió ser parte de la cumbre de Singapur.

## Renuncia definitiva

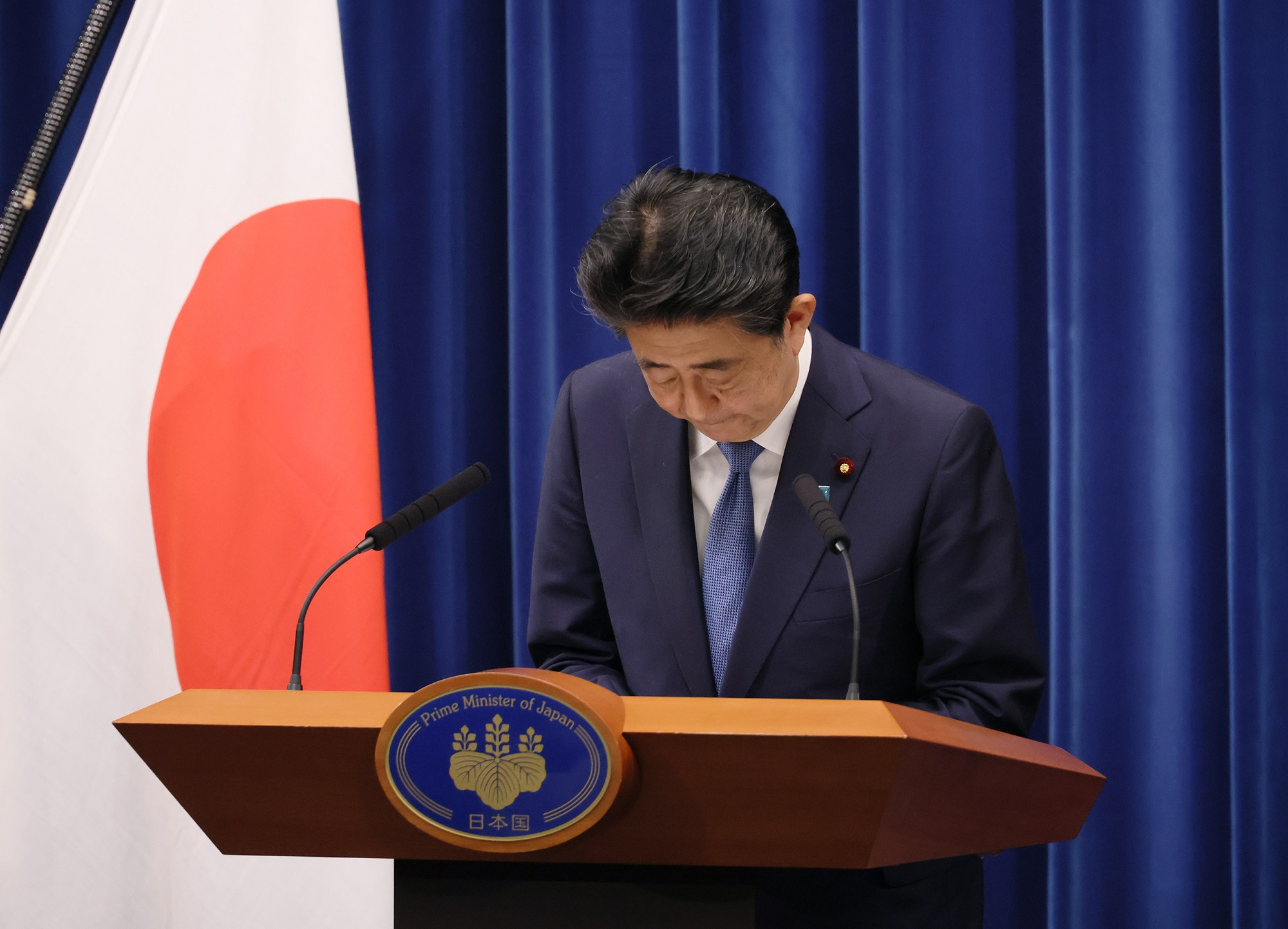
Abe haciendo una reverencia tras anunciar su dimisión durante una rueda de prensa en Tokio el 28 de agosto de 2020

La colitis ulcerosa que padecía recayó en junio de 2020 y provocó que su salud se deteriorara durante el verano. Después de varias visitas al hospital, anunció el 28 de agosto de 2020 que tenía la intención de renunciar nuevamente como primer ministro, citando su incapacidad para llevar a cabo las funciones de la oficina mientras buscaba tratamiento para su condición, durante la conferencia de prensa que anunció su renuncia, asimismo se negó a respaldar a ningún sucesor específico. Al mismo tiempo expresó su pesar por no poder lograr plenamente sus objetivos políticos debido a su temprana renuncia. Permaneció en el cargo hasta el 16 de septiembre de 2020 cuando fue sustituido por Yoshihide Suga.

## Asesinato
El 8 de julio de 2022, sobre las 11:30 horas (UTC+09:00), fue herido de dos disparos mientras daba un discurso cerca de la estación de trenes Yamato-Saidaiji, en la ciudad de Nara. El sospechoso fue arrestado y trasladado a la comisaría de Nara Nishi. El arma utilizada fue confiscada en el acto mientras el ex primer ministro era trasladado a un hospital, donde fue declarado muerto horas después del atentado. Su fallecimiento fue anunciado por la cadena pública NHK.